# Dietrich Lohmann
Dietrich Lohmann, född 9 mars 1943 i Schnepfenthal, Thüringen, död 13 november 1997 i Duarte, Kalifornien, var en tysk filmfotograf. Lohmann var förknippad med den nya tyska filmen och i synnerhet Rainer Werner Fassbinder.

## Biografi
Dietrich Lohmann växte upp i Berlin och utbildade sig vid Staatliche Fachschule für Optik und Fototechnik. Han blev tidigt förknippad med den nya tyska filmen och arbetade i slutet av 1960-talet med regissörer som Werner Herzog, Alexander Kluge och Edgar Reitz. Mest förknippad är han med Rainer Werner Fassbinder. Han var fotograf för Fassbinders första spelfilm Kärlek kallare än döden och de två kom att göra sammanlagt 13 filmer och TV-produktioner ihop. 
Lohmann gjorde även fyra filmer med Hans-Jürgen Syberberg, däribland den "tyska trilogin": Ludvig – rekviem för en jungfrukonung (1972), Karl May (1974) och Hitler – en film från Tyskland (1977). 
Från och med mitten av 1980-talet kom han främst att arbeta med amerikansk film.

## Filmografi i urval
- Neun Leben hat die Katze (1968)
- Cardillac (1969)
- Kärlek kallare än döden (1969)
- Katzelmacher (1969)
- Den amerikanske soldaten (1970)
- Götter der Pest (1970)
- Varför löper Herr R. Amok? (1970)
- Pionjärerna i Ingolstadt (1971)
- Frukthandlarens fyra årstider (1972)
- Ludvig - rekviem för en jungfrukonung (1972)
- Effi Briest (1974)
- Erdbeben in Chili (1974)
- Karl May (1974)
- En flyktings återkomst (1975)
- Bagarens bröd (1976)
- Hitler – en film från Tyskland (1977)
- Winifred Wagner und die Geschichte des Hauses Wahnfried von 1914–1975 (1977)
- Tre systrar i Prag (1977)
- Tysk höst (1978)
- Der Schneider von Ulm (1978)
- Söka sitt mål (1984)
- Väter und Söhne – Eine deutsche Tragödie (1986)
- Krig och hågkomst (1988)
- Rosen och schakalen (1990)
- Wedlock (1991)
- Saltstänk på huden (1992)
- Sista draget (1992)
- Utan skuld (1993)
- Color of Night (1994)
- Det bor en fransk kvinna i min lägenhet (1996)
- Fredsmäklaren (1997)
- Deep Impact (1998)